# Sphagnum Valley
Das Sphagnum Valley ist ein Tal an der Nordküste Südgeorgiens im Südatlantik. Es reicht vom Ostufer der Cumberland West Bay in nordwestlicher Richtung bis zum Echo-Pass.
Die Kartierung geht auf Teilnehmer der Schwedischen Antarktisexpedition (1901–1903) unter der Leitung Otto Nordenskjölds zurück. Das UK Antarctic Place-Names Committee benannte es nach 1964 nach dem Gefransten Torfmoos (lateinisch Sphagnum fimbriatum), das in diesem Tal anzutreffen ist.